# 팰컨 9 v1.1
팰컨 9 v1.1은 미국 스페이스X가 제작한 우주발사체이다. 팰컨 9는 팰컨 9 v1.0, 팰컨 9 v1.1, 팰컨 9 v1.2의 세가지 버전이 있다.

## 역사
2013년 9월 29일 최초 발사했다. 팰컨 9 v1.0은 멀린 1C 엔진을 사용했는데, 팰컨 9 v1.1은 추력을 높인 멀린 1D 엔진을 사용한다. 팰컨 9 v1.2는 멀린 1D 엔진을 최대 추력으로 사용한다. 2006년 멀린 1A 엔진은 추력 35톤이었는데, 2016년 멀린 1D+ 엔진은 추력 93톤이다.

## 비교
- 팰컨 9 v1.0, 길이 54.9 m
- 팰컨 9 v1.1, 길이 68.4 m
- 팰컨 9 v1.2, 길이 70 m

모두 멀린 엔진 9개를 사용한다. 그러나 1.0은 정사각형으로 엔진 9개를 배치했는데, 1.1과 1.2는 엔진 8개를 원형으로 배치하고 가운데 엔진 1개를 배치했다. 직경은 셋 다 같다. 1.0의 길이는 55 m 였는데, 1.1과 1.2는 70 m로 15 m나 길이가 늘어났다. 그만큼 연료통이 커졌다는 의미이다. 1단 로켓을 재사용 로켓으로 만들어, 2단 로켓을 분리시키고 다시 발사장으로 되돌아 날아온다.

## 같이 보기
- 팰컨 헤비
- 팰컨 9 / 팰컨 헤비 발사 목록